# 노부나가의 야망 혁신
《노부나가의 야망 혁신》(일본어: 信長の野望・革新)은 코에이에서 2005년 6월 22일에 윈도우판이 발매된 역사 시뮬레이션 게임으로, 노부나가의 야망 시리즈의 열두 번째 작품이다. 2006년 2월 2일에 PS2판도 발매되었다. 그리고 2007년 9월 14일에는 Windows판의 파워업키트(PK)도 발매되고, 2008년 3월 6일에는 플레이스테이션 2와 Wii의 withPK도 각각 발매되었다.
파워업키트가 포함되지 않은 Windows판은 Windows Vista에서는 2007년 8월 7일의 업데이트(Ver.1.03)를 적용하여 기동이 가능하게 되었다. PK는 Vista 발매 후 릴리즈되었기 때문에, 처음부터 Vista에 대응하고 있다.
또 NetJoy 시스템을 통해 인터넷을 활용하고 있는 것도 본작의 특징이다.

## 내용

### 개요
지금까지의 시리즈 작품과 같이, 플레이어 다이묘가 일본 전국을 지배 하 혹은 동맹 관계에 두는 것이 목표이다.
사고 루틴이 대폭 개선되었고, 컴퓨터 측은 다수의 부대, 성, 세력이 유기적인 연대를 취하며 행동한다. 전작까지와는 달리, 컴퓨터에의 속임수나, 컴퓨터 행동의 제한을 전제로 한 일방적인 작전을 전개하는 장면이 극단적으로 적어졌다. 한편으로는 최대 병사수가 300만 명인 것과 일부의 그래픽 등, 센고쿠 시대를 정확한 사실로 묘사하고 있는 것이라고 말할 수 없는 부분도 있다.

### 전작과의 차이
전작 《천하창세》나 그 이전의 시리즈에서는 전쟁과 내정·외교는 다른 시계열로 행해졌다. 그러나 본작에서는 자국, 타국의 죠카마치가 연속되어 있어, 모든 성과 부대의 커맨드가 1장의 맵에서 이뤄진다. 그래서 모든 구니의 내정과 외교 등의 커맨드나 전쟁도 전부 같은 리얼타임 시계열 하에서 진행된다. 예를 들면 개발 중에 적의 침입을 받으면, 개발 담당 무장을 서둘러 불러들여 출진시키거나, 진군 중에도 내정 명령을 내거나 할 필요를 느끼는 경우도 있다.
마찬가지로 자국 주변의 복수의 적과, 자국의 복수의 성과, 동맹국 성의 복수의 세력이 동시에 교전할 수 있다. 이 때도 전장까지의 거리에 따라 부대의 도착이 차이가 나기 때문에, 효율이 좋으려면 이동순서를 배려하지 않으면 안 된다. 이처럼 모든 커맨드가 하나의 시계열 하에서 1장의 맵으로 진행하게 되었다.

### 사고 루틴
전작에서는 컴퓨터의 치트, 예를 들면 컴퓨터 담당 다이묘의 금전이나 병량이 적지 않은 경우에도, 왜인지 그 물자를 어딘가로부터 부자연스럽게 조달하는 점 등이 불평이었다. 한편 본작에서는 컴퓨터는 치트를 하지 않는 것으로 알려졌다. 초급에서 상급의 선택도, 컴퓨터의 전술이 향상되는 것으로 변화했다. 그리고 컴퓨터의 세력이 거대해지면 수십 부대를 동시에 전쟁에 참가시키기도 해서, 초심자 플레이어가 대응하기 곤란한 경우도 있다.
무장에게는 「등급(格付け)」이라고 하는 마스크 데이터가 있어(S, A, B, C의 4단계), 과거 작품의 '야망' 파라미터에 가까운 존재가 되었다. 등급이 높은 만큼 호전적이고, 세력을 확대하기 쉽다. 약소 다이묘인 무장의 등급은 낮게 설정되어 있는 경우가 많고, 이에 따라 강호가 당연하게 세력을 확대하기 쉽게 되었다.

### 내정
「무가 마을(武家町)」, 「농촌(農村)」, 「상인 마을(商人町)」, 「직인 마을(職人町)」, 「문전 마을」(門前町, 신사나 절의 문전에 발달한 시가), 「남만 마을(南蛮町)」, 「구게 마을(公家町)」을 건설하고, 그 주변에 각각의 마을에서 허가된 유닛을 건설한다. 「시장(市場)」을 만들어서 금전을 얻고, 「논(水田)」이나 「밭(畑)」을 만들어서 병량을 얻는 점, 「대장간(鍛冶場)」이나 「목장(牧場)」에서 철포나 말을 얻는 점에서는 변화하지 않았다. 한편 기술 혁신을 위한 유닛을 건설하거나, 방위를 위한 「야구라(櫓)」 등이 새롭게 추가되었다. 전투에 의해 가까운 부대가 충돌하면 유닛이 파괴된다.

### 외교
본작에서는 외교의 수단도 다채로워져, 외교 수단으로 자신의 다이묘가 가진 기술을 제공하는 것도 가능하다. 제공의 담보로 금전을 요구하거나, 동맹을 맺은 다이묘가 가진 기술과 서로 교환하는 것도 가능하다. 또 동맹 체결 시에는 인질을 보낼 것을 재촉 받는 경우도 있다. 물론 그 반대로 이쪽에서 인질을 요구하는 것도 가능하다. 인질은 동맹기한 종료 후에 해방되지만, 기술 제공의 담보로도 반환을 요구하는 것도 가능하다.
그리고 문전 마을을 건설하면 내방하는 승려에게 인질 반환이나 정전교섭을 중개받을 수도 있다. 이러한 경우, 승려의 도움으로 해당 인질의 반환요청이나 정전교섭은 반드시 성공한다.

### 이벤트·관위
본작에서는 친자나 형제, 주종 관계에 관련된 이벤트가 많아졌다. 본작의 혼노지의 변 이벤트에서는 노부나가가 살아남는 전개로도 가능하다. 《전국군웅전》에서도 방식에 따라서는 혼노지 후도 살아남는 것이 가능했지만, 그 이후 처음이다. 그 뒤는 하시바, 시바타, 아케치, 오다 중에서 어느 다이묘로 플레이를 속행할 것인지를 선택하게 된다.
지금까지의 시리즈에서는 세이이타이쇼군과 간파쿠의 겸임이 가능했지만, 본작에서는 겸임은 불가능하다. 세이이타이쇼군이 되면 많은 병력을 이끌 수 있게 되고, 간파쿠가 되면 정치력과 통솔력의 보정이 이뤄진다. 태정대신 등의 관위는 간파쿠가 아니라면 서임을 받을 수 없다. 모두 자칭할 기회를 놓치거나, 혹은 한 번 거절하면 두 번 다시는 되지 못하고, 새로운 무엇인가를 목표로 하여 자신의 길로 천하통일을 하게 된다.

### 기술 혁신
전작까지와 크게 다른 것은, 아시가루, 기마, 궁, 철포, 병기, 수군, 축성, 내정에 관하여 각각 단계적인 기술 습득 시스템이 도입되었다는 점이다. 기술은 각각의 분야를 발전시키기 위해 죠카마치에 전용 마을을 만들지 않으면 안 된다. 그 위에 각각의 능력을 가진 무장 3명으로 개발을 시키며 습득한다. 그 때문에 무장의 능력치도, 각 기술마다 S에서 D단계까지 있고, 높은 기술을 얻으려면 S의 능력을 가진 무장이 아니면 안 된다. 또, 동맹 관계의 다이묘와 기술의 교환도 가능하다. 기술에 의해 각각의 능력의 진전폭이 매우 커지고, 기술을 경시하면 게임을 진행하기 어려워진다. 게다가 파워업키트에서는, 외국 세력에서 독립된 기술을 배울 수 있게 되어 더욱 복잡해졌다.
기술은 각 세력이 저마다 획득해 나가는 것으로, 전쟁 부대의 능력을 올리거나 내정에 투입하거나 하는 등, 전국통일에 있어서 중요한 항목이다. 기본인 8계통×10종류에다가 특정 다이묘만의 특별한 기술이 있어, 다채로운 기술을 획득해 나감에 따라 전략적 우위에서의 진행뿐만 아니라, 그 세력의 특징으로 전략상의 지침으로도 삼을 수 있다. 이에 따라 다케다 기마대나 무라카미 수군이 강한 것 등, 무장의 능력과는 별도로 세력 자체의 강함을 재현할 수 있다.

### 능력치
무장의 능력치는 숨은 것을 포함하여 정치, 통솔, 무용, 지략, 의리, 상성이 있다. 전작까지에서의 특기는 '전법'으로 계승되었다. '전법'은 무장이 가진 기술로 전쟁에서 적 부대와 싸울 때마다 발동하고, 그 때마다 숙련도가 올라가며, 상급의 전법을 획득해 나간다. 병과전법과 전술전법이 있어서, 무장에 따라 자신 있는 것과 자신 없는 것이 있으며, 고유 전법을 가진 자도 있다. 다만, 세력의 기술 경향에 희생 되어버려서 성장이 어려운 무장도 있다. 그리고 《삼국지 IX》와 같은 전법의 연쇄도 일어나므로 부대의 편성이 보다 복잡하게 되었다.
이 외에도 출신(出自), 신앙이 있어, 등용이나 외교, 나아가 충성도에도 영향을 준다. 출신은 '무사', '고케(高家)', '승려', '상인', '해적', '닌자', '검호', '서민'의 8개, 신앙은 '없음(なし)', '불교', '잇코슈(一向宗)', '기독교'의 4개가 있다. 출신이나 신앙이 같은 무장이라면 상성의 보정이 이뤄지지 않았지만, 조합에 따라서는 상성이 나빠진다. 예를 들면, 고케와 서민 무장의 조합이나, 신앙이 불교·잇코슈와 기독교, 그리고 없음과 잇코슈의 조합 등이 나쁜 상성의 조합이다. 신앙이 없는 무장은 초기 설정에서는 오다 노부나가 뿐이다.

### 전투
부대는 전작 《천하창세》처럼 큰 유닛은 아니고, 그래픽 상 작고 간략화하여 전장이 되는 이동 범위는 대폭 작아졌다. 공성전이 전투의 주체가 되고, 야전이 전개되는 것은 감소했다. 이처럼 전투에 관해서는 전작보다도 규모가 축소되었다.
성은 전작과 달리 수 부대 정도분의 작은 그래픽으로 되었다. 전회와 같은 구조적인 개념은 없어졌고, 기술 혁신으로 가능한 방어기능이 주체가 되었다. 죠카마치에 야구라를 건설하고, 방위의 보조를 맞추는 것도 가능하다.
공성의 수단으로 역공(力攻)과 병량 공격을 선택하게 되었다. 역공으로는 견고한 성은 낙성시키기가 상당히 어렵다. 그런 경우에는 병량 공격(포위)이 유효하다. 역공을 하면 내구력이 떨어지는 것에 반해, 병량 공격을 하면 공격을 당하는 거점의 사기가 떨어진다. 다만 공격 측의 투지는 일정 올라가지 않고, 병력도 감소한다. 국면에 따라서 어느 쪽을 사용할 것인지를 구분하여 사용할 필요가 있다.
또 축성 적정 S의 무장이 포위부대에 포함되어 있으면, 강에 가까운 평성의 거점이라면 「수공(水攻め)」을, 산성이라면 「두더지 공격(土竜攻め)」이라고 하는 계략을 사용할 수 있다. 금전은 들지만 유용하며, NetJoy의 기록에도 남는다.
또한 전작까지는 전쟁은 기후에 의해 크게 좌우되었지만, 이 작품에서는 태풍이나 폭설에 의한 재해 이외의 영양은 전혀 없기 때문에, 철포나 궁의 전법인 '화시(火矢)'로 언제라도 공격 가능하게 되었다. 재해 중에는 '태풍'이 전작까지에 비해서 상당한 위협으로, 개발된 시설을 죄다 파괴하기도 하지만, 태풍이 발생한 구니에서도 보통은 철포로 공격할 수 있다.
본작에서는 우에스기 가와 다케다 가는 양가 모두 우에스기 겐신(통솔 120, 무용 105)과 신겐(통솔 110, 무용 88, 지략 96)과 당주의 능력치가 꽤 높고, 전법의 연대와 고유 기술에 의해 거의 손을 댈 수가 없다. 특히 양쪽 모두 기마 기술을 중심으로 기술을 획득해 나가며, 기마 기술을 모두 획득하고 있으면 전쟁에서는 손을 쓸 수 없을 정도로 강대하게 되는 경향이 있다. 데모 플레이의 경우, 오다 가가 거대화하지 않는 한 반드시 양 세력 중 어느 세력이 전국통일을 하게 된다. 시마즈 가나 가키자키 가를 제외하면 양 세력 중 한쪽이 최후까지 남아 있는 경우가 많다.

### 친애 무장과 혐오 무장
전작의 친우 무장·적대 무장은 친애 무장·혐오 무장으로 본작에서도 도입되었다. 등용이나 충성도에 크게 관여하고, 등용된 쪽이 동용한 쪽의 친애 무장이라면 등용이 쉬워지고, 충성도도 올라가기 쉽다. 다만 등용하는 쪽의 다이묘의 상성이 나쁘다면 올라가기 어렵다. 한편 등용된 쪽이 등용한 쪽의 다이묘가 혐오 무장이라면 일부의 시나리오에서는 바로 성공하기 어려우며, 거짓으로 사관했다 해도(충성도가 최대치에 가깝다 하더라도) 배반하기 쉬워진다.
무장이 사관을 거부하거나, 주가를 멸망시킨 뒤 등용되기 전에 포로였다가 탈주하거나, 게임 내에서 역사 이벤트의 발생 등에 의해 원한 관계가 되면, 그 대상의 무장이 혐오 무장이 된다. 또 처음부터 친애 무장, 혐오 무장이 설정되어 있는 무장도 있는데, 그 친애 무장의 대상으로 가장 많은 것은 도쿠가와 이에야스와 다케다 신겐의 7명(다만, Windows의 PK판에서는 사나다 10용사의 주군인 사나다 유키무라의 10명)으로 다음은 하시바 히데요시의 6명이다. 한편으로 가장 미움받고 있는 혐오 무장은 오다 노부나가의 17명으로, 이시야마 혼간지나 덴쇼 이가의 난(天正伊賀の乱)에 등장하는 무장, 그리고 아시카가 요시아키와, 형제이며 대립했던 오다 노부카쓰도 포함된다. 그 다음은 아마고 가와 대립한 모리 모토나리의 5명이다.

### 문화인
일정 마을을 건설하면 계절의 변환기에 다인(茶人)·승려·구게·남만인의 문화인이 랜덤으로 내방한다.
다인
센노 리큐 등이 있다. 상인 마을을 건설하면 내방한다. 주로 국내의 다도 도구나 무구 등을 팔아 준다. 쥬고쿠 지방에는 상인 마을을 만들 수 없다.
승려
가이센 죠키 등이 있다. 문전 마을을 건설하면 내방한다. 주로 국내의 책(書物) 등을 팔아 준다. 또 외교에서 승려와 동행하면, 포로가 된 무장의 반환이나 자세력에 전쟁을 선고받을 때, 정전을 무조건적으로 승낙해 주는 힘도 가진다. 시코쿠 지방에서는 시코쿠 88개소(四国八十八箇所)가 있음에도 불구하고, 문전 마을을 건설할 수 없다.
구게
야마시나 도키쓰구 등이 있다. 구게 마을을 건설하면 내방한다. 명성이 일정치 이상이면, 금전을 필요로 하지만 관위를 획득할 수 있다. 구게 마을은 출신이 '고케'인 다이묘의 거점에 잘 만들어진다. 또 명성이 1000 이상에 달할 때에 내방하면, 간파쿠 서임을 받을지 선택하는 이벤트도 발생한다.
남만인
프로이스 등이 있다. 남만 마을을 건설하면 내방한다. 주로 제외국(諸外国)의 가보를 팔아 준다. 남만 마을은 남만 문화를 적극적으로 도입한 다이묘의 거점에서 잘 만들어진다. 불문 다이묘라도 내방한다.
그 문화인이 가진 모든 가보를 이미 구입한 경우는 철포를 입수할 수 있게 된다. 또, 가지지 않은 기술을 전수받기도 한다.

## 시나리오
기본적으로 탑재된 시나리오는 5개지만, 인터넷을 경유하여 시나리오를 추가할 수 있다.
또한 PS2판은 Win판과 달리, 본래 추가 시나리오(유료인 것도 포함)·챌린지 모드도 탑재되어 있지만, 일정의 조건을 클리어하지 않으면 선택하지 못한다.

### 표준 시나리오
오와리 통일(尾張統一)
1555년 5월의 시나리오로, 이마가와 가가 상락을 위해서 서쪽의 군비를 갖출 무렵이 배경이다.
용호상박(龍虎相撃つ)
1561년 9월의 시나리오로, 오다 가가 이마가와 요시모토를 쳐부숨으로써 세력을 신장할 무렵부터 시작한다. 또 다케다 가와 우에스기 가가 가와나카지마 전투가 발발될 듯한 상황에 놓여, PC PK판에서는 이 이벤트가 발생한다.
의제 배반(義弟離反)
1570년 6월의 시나리오로, 오다 가가 포위망에 둘러 쌓여있다. 경우에 따라서는 궁지에 몰리게 된다.
몽환과 같이(夢幻の如く)
1582년 4월의 시나리오로, 오다 가와 호죠 가가 축성의 기술을 많이 획득하고 있고, 오토모 가에서는 독자적인 기술을 획득하고 있다. 지금 바로 혼노지의 변이 일어날 무렵의 시나리오이다.
군웅 집결(群雄集結)
1557년 3월의 시나리오로, 표준 시나리오 중에서 유일한 가상 시나리오이다. 이 시나리오는 하시바 히데요시와 시바타 가쓰이에, 그리고 아케치 미쓰히데가 오다 노부나가에게 사관하지 않은 다이묘로 등장하고, 아마고 쓰네히사, 호죠 소운과 사나다 유키무라라고 하는 세대가 다른 인물이 함께 등장하며, 수명이 없는 등의 특징을 가진 가상 시나리오이다. 각 구니에 모두 다른 다이묘가 배치되어 있다.

### 추가 시나리오
오닌 대전봉(応仁大転封) ― 유저 등록자라면 무료로 다운로드 가능
1555년 7월의 가상 시나리오로, 오다 가가 시코쿠에, 규슈의 다이묘인 시마즈 가나 오토모 가가 도호쿠에, 시코쿠의 군웅 죠소카베 가가 호쿠리쿠에, 다케다 가가 기나이에 있어, 고정 관념을 무너뜨린 시나리오이다. 또한, 이치죠 가나 아시카가 가 등 위치가 바뀌지 않은 다이묘 가문도 있다.
육문전 전기(六文銭戦記) ― 유저 등록자라면 무료로 다운로드 가능
1560년 4월의 가상 시나리오로, 사나다 가가 다른 세력과는 달리 두드러지게 기술을 많이 획득하고 있는 시나리오다. 특히 오사카 여름의 진에서 활약한 무장이 사나다 가에 사관해 있다고 하는 특징이 있는 시나리오이기도 하다. 사나다 유키무라가 사나다 가의 다이묘로, 아버지 사나다 마사유키나 조부 사나다 유키타카는 사나다 가의 가신으로 등장한다.
천하포무(天下布武) ― 유료로 다운로드 판매
1567년 8월의 사실 시나리오로, 오다 가가 미노를 제압한 직후의 시나리오다. 오다 가가 기후성으로 옮겨 '천하포무'를 세상에 표방한 시점이다.
나가시노 전투(長篠の戦い) ― 유료로 다운로드 판매
1575년 2월의 사실 시나리오로, 노부나가 포위망 붕괴 후, 다케다 가의 새로운 당주인 다케다 가쓰요리가 미카와에 침공하고, 오다 노부나가는 대군을 이끌고 원군으로 향한다.
이하는 PK에서의 추가 시나리오이다.
패왕의 후계자(覇王の後継者)
1582년 12월의 사실 시나리오로, '혼노지의 변'으로 오다 노부나가·노부타다 부자가 죽고 '기요스 회의'가 행해진 뒤 하시바 히데요시와 시바타 가쓰이에의 전쟁인 시즈가타케 전투를 그린 시나리오다.
세키가하라 전투(関ヶ原合戦)
1600년 8월의 사실 시나리오로, 도요토미 히데요시의 사후, 무단파와 문치파 다이묘의 대립이 표면화하여 도요토미 정권에 균열이 생겼다. 한편으로 다른 다이묘와의 정략결혼 등을 반복하며, 천하를 노리는 도쿠가와 이에야스는 무단파의 다이묘를 거느리고 우에스기 가 토벌을 위해 간토로 출병, 그 틈에 문치파의 이시다 미쓰나리가 우에스기 가와 모리 가와 함께 거병하고, 이에야스와 미쓰나리와의 천하를 판가름하는 전투가 가까워지고 있는 시점이 무대이다.
이 시나리오에서 이벤트 발생을 없음으로 해도 오프닝 이벤트가 발생하는 기종이 있다.
다이코의 은혜(太閤の恩)
1603년 3월의 가상 시나리오로, 세키가하라 전투에서 승리한 도쿠가와 이에야스는 전국의 다이묘에게 종신할 것을 강요하지만, 도요토미 가 은고(恩顧)의 다이묘는 이것에 반발하여, 도요토미 히데요리를 돕기 위해서 거병했다. 도요토미 가에 사나다 마사유키·유키무라 부자가 가신으로 있고, 또 세키가하라 전투에서는 동군이었던 다테 가와 마에다 가 등도 도쿠가와 가에 대한 포위망에 참가하고 있지만, 도쿠가와 가의 영토가 다른 다이묘에 비해 압도적으로 넓다.

### 챌린지 모드
일정의 기간 내에 목표를 달성해야 하는 모드로, 세이브나 로드가 일절 불가능하며, 난이도가 높다. 챌린지 모드는 이하와 같다.
바다를 보고 싶어서(海が見たくて)
1561년 9월, 다케다 가로 1568년 8월까지 우에스기 가가 영유한 가시와사키 항(柏崎港)을 지배하에 두는 모드다.
명성을 이 손에(名声をこの手に)
1555년 5월, 도사(니시토사(西土佐))의 다이묘, 이치죠 가로 1558년 4월까지 명성을 150까지로 올리는 모드(스타트 시점에서는 101)다.
사람은 성(人は城)
1555년 5월, 아자이 가로 1557년 4월까지 아자이 가의 무장 수를 10명 이상으로 만드는 모드다. 다이묘인 아자이 히사마사를 포함하는 것도 가능하다.
구마노 참배(熊野詣)
1557년 6월, 사나다 가로 1560년 2월까지 기이에 있는 구마노 항을 지배하에 두는 모드다.
신기술을 찾아서(新技術を求めて)
1570년 6월, 아시카가 쇼군 가로 1573년 5월까지 기술을 기존의 것을 포함하여 9개 습득하는 모드다.
풍류 다이묘(数寄大名)
1560년 4월, 마쓰나가 가로 1562년 3월까지 다도 도구(다입(茶入)·다호(茶壷)·다부(茶釜)·다완(茶碗)·화입(花入)·다표(茶杓)·향로(香炉)·수지(水指))를 기존의 것을 포함하여 7개 소유하는 모드다. 또한 마쓰나가 히사히데 이외의 마쓰나가 가에 사관하고 있는 무장이 소지하고 있는 것도 가능하다.
상락에의 길(上洛への道)
1582년 1월, 모리 가로 1584년 12월까지 니죠 고쇼(二条御所)를 점령하는 모드다.
시코쿠의 덮개(四国の蓋)
1555년 5월, 오다 가(이 시나리오는 오다 가가 히가시토사(東土佐)에 거점을 두고 있다)로 1558년 3월까지 시코쿠의 거점·항을 점령해 통일하는 모드다. 시코쿠라고 해도 5개 구니(사누키 아와·히가시이요(東伊予)·니시이요(西伊予)·히가시토사·니시토사)이다.
불구대천의 적(不倶戴天の敵)
1561년 9월, 나가노 가로 1564년 8월까지 호죠 가를 멸망시키는 모드다. 나가노 가 이외로 호죠 가를 멸망시켜도 클리어된다.
사면초가(四面楚)
1570년 6월, 도쿠가와 가로 1573년 5월까지 도쿠가와 가의 거점인 오카자키성을 존속시키든지, 다케다 가나 오다 가를 멸망시키는 모드다. 도쿠가와 가 이외로 다케다 가나 오다 가 중 어느 쪽을 멸망시켜도 클리어된다. 다만 도쿠가와 가 이외의 모든 다이묘가 서로 정전협정을 맺고 있는 상태로, 도쿠가와 가에 대해 포위망이라고 하는 형태로 선전포고를 하고 있어서, 다른 가문에 의한 멸망은 불가능하기 때문에 난이도는 매우 높다.
이하는 파워업키트에만 수록되어 있는 모드다.
신앙의 힘(信仰の力)
1570년 6월, 혼간지 가로 1571년 5월까지 모든 잇코슈의 제세력(센쇼지(専称寺), 죠코지(松岡寺), 혼쇼지(本証寺), 네고로지(根来寺), 고쇼지(光照寺))과 협정을 맺는 모드다.
우리들은 칠본창(我ら七本槍)
1582년 12월, 하시바 가로 1583년 5월까지 하시바 가에 사관한 무장인, 후쿠시마 마사노리, 가토 기요마사, 가토 요시아키라, 와키자카 야스하루, 히라노 나가야스, 가스야 사네카쓰(加須屋真雄), 가타기리 가쓰모토의 7명에게 아시가루 전법인 '창차(槍車)'를 배우게 하는 모드다. 다만 1명이라도 놓치거나, 1명이라도 다른 가문에 사관하거나 하면 게임오버가 된다. 또 하시바 히데요시와 동생 하시바 히데나가에게는 아시가루 고유 전법인 '천성금(千成衾)'을 처음부터 가지고 있다.
센고쿠 미식가(戦国美食道)
1603년 6월, 다테 가로 1605년 2월까지 식품계의 특산품(쌀(米), 간장(醤油), 소금(塩), 술(酒), 차(茶), 어패류(魚介))를 일정량 달성하는 모드다.
남만물이 들다(南蛮かぶれ)
1570년 6월, 오토모 가로 1572년 5월까지 어느 다이묘보다도 빨리, 남만 기술인 '캐논포(カノン砲)'를 획득하는 모드다.
인과를 끊다(因果を絶つ)
1555년 5월, 미요시 가로 1556년 4월까지 후다이 가신(譜代家臣)을 4명 이상 임명하는 모드다.
규슈 석권(九州席巻)
1600년 8월, 구로다 가로 1601년 7월까지 나카쓰성을 포함해, 규슈 지방의 모든 본성(다치바나야마성, 후나이성, 무라나카성, 오무라성(大村城), 구마모토성(隈本城), 히토요시성, 사도와라성, 우치성, 기모쓰키성(肝付城))을 정복하는 모드다. 또한 기노이다니성(城井谷城)은 나카쓰성으로 오식(誤植)되어 있다. 그리고 가토 기요마사나 나베시마 나오시게, 시마즈 류하쿠(島津龍伯) 등의 맹장과 지장이 남아 있는 반면, 구로다 가에는 아들 구로다 나가마사가 없는 핸디캡이 있다. 단기 결전이 요구되며, 난이도는 매우 높다.
귀신이라 불린 남자(鬼と呼ばれた男)
1582년 1월, 사타케 가로 1584년 12월까지 간토 지방의 모든 제세력(간토 고쿠진슈(関東国人衆)、보소 스이군슈(房総水軍衆)、사가미 스이군슈(相模水軍衆)、호케쿄지(法華教寺)、후마 닌자슈(風魔忍者衆)、시나가와 상인슈(品川商人衆))과 협정을 맺는 모드다.
적중 돌파(敵中突破)
1600년 9월, 시마즈 가의 시마즈 요시히로 부대를 시마즈가 본성의 거점(우치 성, 사도와라 성, 기모쓰키 성)에 귀환하는 모드다. 다만 항으로 이동하거나, 적의 거점을 공격해 낙성시키거나, 시마즈 요시히로 부대가 전명하면 그 시점에서 게임 오버된다. 이 모드에서만 설정된 기한이 없다.
해적왕(海賊王)
1582년 1월, 죠소카베 가로 1585년 12월까지 일본 전국의 항을 정복하는 모드다.
군신풍락(君臣豊楽)
1615년 5월, 도요토미 가로 1618년 4월까지 도요토미 가의 거점인 오사카성을 지켜서 도요토미 가를 존속시키는 모드다. 이외에도 도쿠가와 가를 멸망시키거나, 도쿠가와 이에야스가 멸망하면 클리어된다. 다만, 오사카 성의 주변 구니는 전부 도쿠가와 가이며, 도요토미 가 이외의 제 다이묘는 모두 도쿠가와 가와 동맹을 맺고 있기 때문에, 도쿠가와 가를 멸망시키는 것은 불가능에 가깝다. 통상판의 챌린지 모드에 있는, '사면초가'와 동등한 난이도이다. 또, 본래 도요토미 가로는 독자적인 기술은 획득할 수 없지만, 사나다 가의 독자적 기술인 '사나다마루(真田丸)'를 가지고 있는 것과, 병기계와 축성계의 기술이 우수하다고 하는 구제 조치가 되어 있다. 그리고 이 시대가 되면 게임에 등장하는 무장은 상당히 감소되어 있어, 도쿠가와 가는 광대한 영토에 비해 무장이 적고, 그런 점이 도요토미 가가 노릴만한 것으로 되어 있다.
PS2/Wii판 파워업키트에서는 이하의 챌린지 모드가 더 수록되어 있다.
민정가의 후계(民政家の跡継ぎ)
술을 마시고 싶어서(酒が飲みたくて)
절세미녀(絶世の美女)
산인의 기린아(山陰の麒麟児)
도노를 상대로(殿を相手に)
명소 순회(名所巡り)

### 국체모드
각 다이묘들의 위치가 랜덤으로 정해지는 모드이다. 이 모드를 선택하기 위해서는 전국 모드에서 전국 통일을 해야만 한다.

## 사운드
장성록 이래로 음악을 맡아오고 있는 야마시타 고스케(山下康介)가 음악을 맡았다. 본작의 특기할 점으로는 특정 다이묘 가문에는 전용곡이 준비되어 있다는 것과, (그 이외의 다이묘 가문용 곡도 포함하여)세력 크기에 따라 동일한 곡에 대해 '상(翔)'과 '패(覇)'의 두 가지 편곡판이 수록되어 있다는 것이다.
먼저 주요 가문용의 전용 곡은 다음과 같다. 乱世の光軸(오다 가문), 大地に吼える(우에스기 가문), 虚空に叫べど(다케다 가문), 春暁を臨み(호죠 가문), 駿馬達の地平(도쿠가와 가문), 厳冬の果て(다테 가문), 戦雲の習い(모리 가문), 死線を越え(시마즈 가문) 또, 이마가와 가문을 비롯한 고카(公家) 계통의 가문들은 想いなき深謀가 전용곡으로 준비되어 있으며, 세이이타이쇼군 혹은 간파쿠에 취임하면 전작 《천하창세》의 ここに我あり의 편곡판인 ここに我あり・改가 사용된다. 그 외의 다이묘들에 대해서는 공통 BGM인 翔ける白兵가 사용된다.
두 가지 편곡판은 세력의 크기를 기준하는데, 세력이 약소할 때는 '상', 강대해지면 '패'가 사용된다. 또 전용곡을 가진 다이묘로 외교를 행할 때도 그 다이묘의 전략 테마가 흐른다.
또한 본작의 BGM은 KVS라고 하는 형식으로 수록되어 있다. 이 형식은 《태합입지전V》나 《노부나가의 야망 Online》, 《대항해시대 Online》 등의 작품에서도 사용되고 있다.

## NetJoy 시스템
본작에서는 인터넷 경유에 의한 'NetJoy'라고 하는 시스템도 도입되어 있어, 게임 클리어 시점에서의 데이터가 송신·집계된다. 집계된 데이터로는 주로 다음과 같은 것이 있다.
- 클리어한 다이묘와(게임 내에서의) 소요시간
- 배하 무장 수
- 기술의 획득 상황
- 최후에 멸망한 다이묘
- 최초로 멸망한 다이묘
- 병사수

## 파워업키트
본작의 PS2판에는, 지금까지 파워업키트가 아니면 탑재되지 않았던 에디터가 탑재되었다. 그 때문에 본작의 PK는 발매되지 않는 것은 아닌가 하는 소문도 있었지만, Win 통상판의 발매로부터 2년 이상이 지난 2007년 9월 14일에 PC판 PK가 발매되었다.
본작의 통상판 프로듀서는 《노부나가의 야망 열풍전》과 《삼국지 IX》까지의 삼국지 시리즈도 담당한 아노(阿野越雄)였지만, PK의 프로듀서는 《태합입지전IV》와 《삼국지 X》, 《삼국지11》도 담당한 기타미 겐(北見健)이었다.

### 새로운 시나리오·에디터
파워업키트에서는 새로운 시나리오로 2개의 사실 시나리오, 1개의 가상 시나리오가 추가되었다. 양쪽 다 노부나가 사후의 시나리오이다. 신무장(100명)과 새로운 이벤트도 추가되었다.
또 에디터의 탑재도 PK에서의 정번으로 되었지만, 본작에서는 게임 개시 전에도 사실 무장의 편집이 가능하고, 1번 개시 전에 편집해 두면 게임마다 편집을 반복할 필요가 없게 되었다. 다만 출신, 목소리나 수명 등은 게임 전에 편집할 수 없고, 그 때마다 변경해야 한다.

### 남만 기술
PK에서는 기존 기술보다도 강력한 '남만 기술'을 입수할 수 있게 되었다. 남만 기술은 남만 상인과 특산품에 의한 무역에 의해 우호도를 높여감에 따라 입수할 수 있다. 특산품은 각 지방에서 생산할 수 있는 품목이 다르고, 또 금전과 교환하지 못한다. 그 때문에 자국에서 생산하거나, 생산할 수 있는 구니를 공략하여 생산하거나, 외교 교섭에서 요구하거나, 상인과의 매매에서 물물교환을 하는 등으로 모을 필요가 있다.
교섭할 수 있는 상대는 '포르투갈(ポルトガル)', '스페인(イスパニア)', '네덜란드'(オランダ), '영국(イギリス)', '명(明)'의 5개국이 있다.

### 제세력
《람세기》나 《창천록》에 도입된 제세력이 본작의 PK에서도 등장하고 있어, 아군으로 만들면 상황을 유리하게 진행하는 것도 가능하다. 각 제세력, 및 아군으로 만드는 것에 의한 이점은 다음과 같다.
닌자슈(忍者衆)
계략을 자랑으로 하여, 계략 커맨드의 성공률과 적 부대 괴멸 시에 퇴각하는 무장의 포박률이 올라가는 효과를 가져온다. 또 육상의 적 운송 부대에게서 물자를 탈취해 준다. 반대로 자가는 안전하게 물자 운송을 행할 수 있다.
고쿠진슈(国人衆)
원군을 보내 주거나, 잇키 발생을 막아 준다. 또 지성 건설에 드는 시간이 짧아진다.
지샤슈(寺社衆)
기술 획득에 필요한 연구기간이 단축된다. 또 낭인 등용의 성공률과 '야구라'·'철포 야구라(鉄砲櫓)'의 공격력, '밭'·'논'의 수확도 각각 올라간다.
상인슈(商人衆)
특산품의 물물교환이 가능하게 된다. 시·상관의 수입이 올라간다.
스이군슈(水軍衆)
해상에서 원군을 보내 주거나, 적 운송 부대에게서 물자를 탈취해 준다. 반대로 자가는 해상운송이 안전하게 행해진다. 그 외에 '수뢰(水雷)'의 위력이 올라가거나, '어호(漁戸)'의 수확이 올라가는 효과도 있다.
다만 각 제세력에는 상성이 있어, 모든 세력을 동시에 아군으로 만드는 것은 불가능하다. 구체적으로는 상술한 순번 전후의 세력과의 상성이 나쁘게 설정되어 있다. 예를 들면 고쿠진슈는 닌자슈·지샤슈와 상성이 나쁘다. 닌자슈·스이군슈는 상성이 나쁜 것은 각각 고쿠진슈·상인슈 1개뿐이다. 그 때문에 국면에 따라서 어느 제세력과 우호관계를 쌓을 것인지가 중요하다. 다만 상성의 영향을 받는 것은 그 세력이 있는 지방에서 만으로, 지방이 다르면 동시에 상성이 나쁜 세력들을 아군으로 만드는 것도 가능하다.
제세력을 아군으로 만들려면, 평화적 복종, 군사적 복종의 2종류가 있다. 평화적 복종은 교섭에 의해 상대의 물품 요구에 응하여 협정을 맺음으로써 3년간 그 세력을 아군으로 만들 수 있게 된다. 한편 '군사적 복종'은 세력 거점을 공격해 항복시켜서, 5년간 아군으로 만들게 된다. '군사적 복종'의 경우는 상성에 관계없이 협정을 맺을 수 있다.

### 후다이 가신
PK에서는 지성을 건설하여 배하무장에게 주어서, '후다이 가신'으로 발탁할 수 있다. 구체적으로는 지성을 축성한 뒤, '상벌' 커맨드의 '후다이'에서, 후다이 가신을 임명하면 된다. 후다이 가신에 임명한 무장에게는 다음과 같은 효과가 있다.
- 다른 다이묘 가문으로 배반하지 않게 된다.
- 봉록이 불필요하게 된다.
- 지휘병력이 증가한다(+2000명).
- 후다이 연수에 따라 능력이 상승(2년마다 각 능력치가 1씩 상승, 최대 10까지)한다.

후다이 가신을 별도의 성으로 이동시킬 경우에는 이런 효과들이 사라지지는 않지만, 해임하거나 전투나 폐성으로 지성을 잃거나 하면 효과는 사라진다. 또 충성도도 대폭 내려간다.
그리고 후다이 가신의 능력치가 어떤 것이든 80 이상일 경우는, 지성에 다양한 특수효과가 부여된다. 이런 효과들은 독립되어 있고, '정치', '통솔', '무용', '지략' 모두가 80 이상이라면 모든 효과를 동시에 얻을 수 있다.
- 통솔 : 본성에서 모병시, 지성도 병력이 증가한다.
- 무용 : 지성의 수비력 +16, 지성 전법이 「つぶて」에서 「石落し」로 변경
- 지략 : 지성과 인접한 장소에서 계략 방어율이 상승
- 정치 : 지성과 인접한 성에서의 매 월 민충 회복수치가 증가

### 그 외 PK에서의 변경점
이외에 PK에서는 통상판에서는 할 수 없었던, 미혼의 히메를 히메 무장으로 게임에 참가시키거나, 동맹이 1년이 채 안 되었을 경우에 동맹을 연장하는 것이 가능하게 되었다. 또 통상판에서의 튜토리얼은 사이토 가를 배경으로 설명하고 있지만, PK에서는 이치죠 가를 배경으로 하게 되었다.
전법 위력에 대해서도 통상판에서의 게임 밸런스 조정이 이뤄졌다. 기마의 위력이 가장 크게 내려갔고, 아시가루는 그 다음, 철포는 고유전법에서만 감소했다. 한편 궁의 위력은 전체적으로 올라갔다. 기술 획득도 남만 기술이 늘어나서, 전법의 위력, 투지 상승 속도의 추가 효과가 반분 이하가 되거나, 기술획득의 순번도 일부 변경되었다. 궁을 돋보이게 하는 기술도 증가했다.
시설에서도 목장, 대장간, 공방(工房), 조선소는 조달, 제조하는 물건에 따라서 기술이 필요하게 되었다. 예를 들면 플레이어 세력에 목장의 시설이 있어도, 목장의 기술을 가지지 않으면 군마를 조달할 수 없게 되는 등으로 변경되었다.
또, 마우스 클릭에 의해 부대의 일괄선택이 가능하게 되어, 이동 등을 할 때의 편리성이 높아졌다.
PK 업데이트 프로그램(Ver.1.02.)에서는, 각 다이묘의 초기 배치를 변경하는 '구니가에 기능(国替機能)'이 추가되었다.